# Nutfa
Nutfa (arabisch نطفة, DMG nuṭfa ‚Tropfen‘) ist ein Begriff aus dem Vokabular des Korans, der von zentraler Bedeutung für die islamischen Vorstellungen von der Entstehung des menschlichen Lebens und der Embryogenese ist.

## Die Erschaffung des Menschen aus der Nutfa
Nutfa begegnet im Koran an zwölf Stellen, die alle der mekkanischen Zeit entstammen. Die ersten Belege stammen schon aus der frühmekkanischen Periode. So wird in Sure 80 der Mensch mit dem Bild des Tropfens auf seine niedrige Herkunft hingewiesen und zur Dankbarkeit angehalten:

„Verflucht sei der Mensch! Wie undankbar ist er! Woraus denn hat er ihn erschaffen? Aus einem Tropfen (nuṭfa) erschuf er ihn.“

In Sure 75 wird die Fähigkeit Gottes, den Menschen aus einem Tropfen zu erschaffen, als Beweis für seine Fähigkeit, den Menschen nach seinem Tod wiederauferstehen zu lassen, angeführt:

„War er nicht einmal ein Tropfen (nuṭfa) ausgegossenen Samens und wurde dann ein Gerinnsel, bis Gott ihn formte und bildete und die beiden Geschlechter, männlich und weiblich, aus ihm werden ließ? Ist der nicht imstande, Tote zu erwecken?“

Dieses Thema begegnet erneut in Sure 36:

„Sah der Mensch denn nicht, dass wir ihn aus einem Tropfen erschaffen haben? Und schon ist er ein klarer Gegner! Ein Gleichnis prägte er für uns, vergaß dabei jedoch, dass er geschaffen ist. Er sprach: ‚Wer kann die Gebeine lebendig machen, wenn sie schon zerfallen sind?‘“

Als Anlass für die Offenbarung dieser Verse wird von at-Tabarī die Überlieferung angeführt, dass der heidnische Mekkaner ʿĀs ibn Wāʾil, der Vater von ʿAmr ibn al-ʿĀs, einmal mit einem Knochen in der Hand zum Propheten Mohammed kam und ihn herausfordernd fragte, ob Gott diesen Knochen wiederbeleben könne.
An fünf Stellen des Korans (Sure 18:37; 22:5; 23:12f; 35:11; 40:67) ist der Erschaffung aus dem Tropfen noch eine Erschaffung aus „Erde“ (turāb) bzw. „Lehm“ (ṭīn) vorangestellt. So wird ein Mann in einem Gleichnis gefragt:

„Glaubst du denn nicht an den, der dich aus Erde erschuf, sodann aus einem Tropfen, sodann dich ebenmäßig formte zu einem Mann?“

Nach Ansicht at-Tabarīs bezieht sich die Erschaffung aus Lehm aber nicht auf die individuelle pränatale Entwicklung der Menschen, sondern auf die Erschaffung ihres gemeinsamen Vaters Adam.

## Nutfa als Gemisch von männlichem und weiblichem Samen
In Sure 76, die von Nöldeke und Schwally der mittelmekkanischen Zeit zugeordnet wird, ist der Tropfen, aus dem Gott den Menschen erschaffen hat, als ein „Gemisch“ (amšāǧ) beschrieben:

„Siehe, wir erschufen den Mensch aus einem Tropfen, einem Gemisch“

Muslimische Koranexegeten wie at-Tabarī haben das „Gemisch“, von dem in diesem Koranvers die Rede ist, als Gemisch aus dem Samen des Mannes und dem Samen der Frau interpretiert. Die Annahme eines weiblichen Samens fußt auf der ambospermatischen Lehre der galenischen Medizin, die davon ausgeht, dass die Frau ebenfalls eine Ejakulation erleben kann und diese weibliche Ejakulation von Samen Voraussetzung für eine erfolgreiche Zeugung ist.
Die Interpretation der Nutfa als einem Gemisch von männlichem und weiblichem Samen hat auch auf die Interpretation eines anderen Koranverses abgestrahlt, in dem es heißt:

„Der Mensch sehe doch, woraus er erschaffen wurde: Erschaffen wurde er aus Wasser, das hervorströmt, das zwischen Lende (ṣulb) und Rippen (tarāʾib) herauskommt.“

Anders, als es der Wortlaut der Passage nahelegt, wurden die Begriffe ṣulb und tarāʾib von den muslimischen Gelehrten nicht als Orte der Herkunft des Samens interpretiert, sondern als Beleg für die Auffassung, dass sowohl der Mann als auch die Frau Samen zur Fortpflanzung beitragen. Ṣulb bezieht sich ihrer Auffassung nach auf den Mann und tarāʾib auf die Frau.
Nach Sicht der mittelalterlichen muslimischen Gelehrten wird der Samentropfen von Mann und Frau, aus dem später der Fötus entsteht, bei der Ejakulation aus allen Teilen ihrer Körper zusammengezogen. Der Traditionsgelehrte Abū Sulaimān al-Chattābī wird zum Beispiel mit der Aussage zitiert, dass die Nutfa „unter jedem Fingernagel und unter jedem Haar“ entstehe. Das entspricht der hippokratischen Pangenesistheorie.

## Die Nutfa innerhalb der pränatalen Entwicklung des Menschen
Die ausführlichste koranische Beschreibung der pränatalen Entwicklung des Menschen findet sich in einer Passage in Sure 23. Auch hier ist der Erschaffung aus dem Tropfen wieder eine Erschaffung aus Lehm vorangestellt:

„Wir haben doch den Menschen aus einer Portion Lehm geschaffen. Hierauf machten wir ihn zu einem Tropfen (nuṭfa) in einem festen Behälter (qarār makīn). Hierauf schufen wir den Tropfen zu einem Blutgerinnsel (ʿalaqa), dieses zu einem Fleischklumpen (muḍġa) und diesen zu Knochen. Und wir umkleideten die Knochen mit Fleisch.“

Nach Vorstellung muslimischer Gelehrter wie Ibn Qaiyim al-Dschauzīya hat Gott in diesen Versen die Entstehung und Entwicklung des Menschen bis zur Auferstehung am Tag des Jüngsten Gerichts zusammengefasst. Allgemein wird angenommen, dass die drei Stufen der Embryogenese (nuṭfa, ʿalaqa, muḍġa), die auch in Sure 22:5 noch einmal erwähnt sind, jeweils 40 Tage dauern. Dies beruht auf dem folgenden Hadith, der im Sahīh al-Buchārī im Namen von ʿAbdallāh ibn Masʿūd überliefert wird. Er lautet:

„Es berichtet uns der Gesandte Gottes, und er ist der Wahrhaftige und Glaubwürdige. Wenn einer von euch ‚geschaffen wird‘, so wird er im Leibe seiner Mutter vierzig Tage lang ‚zusammengebracht‘. Dann ist er ebensolange ein Blutklumpen. Dann ist er ebensolange ein Fleischklumpen.“

Wie Ursula Weisser gezeigt hat, stimmt diese Dreiphasenlehre mit der pythagoräischen Lehre von der pränatalen Entwicklung des Menschen überein, allerdings ist ein Einfluss nicht konkret nachweisbar.

## Die Nutfa als Trägerin göttlicher Prädestination
Verschiedene Hadithe berichten darüber, dass auch schon im Tropfenstadium über das spätere Schicksal des Menschen entschieden wird. So lautet ein Hadith, der von ʿAbdallāh ibn Masʿūd überliefert wird und auch Eingang in at-Tabarīs Korankommentar gefunden hat:

„Wenn der Tropfen in die Gebärmutter fällt, schickt Gott einen Engel, und der fragt: ‚(Soll er) erschaffen oder nicht erschaffen (werden)?‘ Und sagt er: ‚(Er soll) nicht erschaffen (werden)‘, dann gibt die Gebärmutter ihn (d. h. den Tropfen) als Blut ab. Und sagt er: ‚(Er soll) erschaffen (werden)‘, dann sagt er (d. h. der Engel): Oh Herr, und was ist die Eigenschaft des Tropfens? (Soll er) männlich oder weiblich (sein)? Was soll sein Lebensunterhalt, was sein Todestermin sein? (Soll er) ‚verdammt‘ (wö. unglücklich) oder ‚selig‘ (wö. glücklich) sein? Und dann wird ihm gesagt: Eile zu der Urschrift (umm al-kitāb) und schreibe daraus die Eigenschaft dieses Tropfens ab! Und der Engel eilt (dorthin) und schreibt (sie) ab. Er hört nicht auf, bis er die letzte seiner Eigenschaften erwähnt hat.“

Ein anderer Hadith, der in die kanonische Sammlung von Muslim ibn al-Haddschādsch aufgenommen wurde und dort auf den kufischen Traditionarier Hudhaifa ibn Asīd al-Ghifārī (st. 42/662) zurückgeführt wird, lautet:

„Zu dem Tropfen tritt, nachdem er in der Gebärmutter 40 oder 45 Nächte blieb, der Engel hinzu. Und er sagt: Oh Herr! (Soll er) ‚verdammt‘ (wö. unglücklich) oder ‚selig‘ (wö. glücklich) (sein)? Beides wird aufgeschrieben. Und er sagt: Oh Herr! (Soll er) männlich oder weiblich (sein)? Und beides wird aufgeschrieben. Und sein Handeln, Einfluss, Todestermin und Lebensunterhalt werden aufgeschrieben. Dann werden die Blätter eingerollt. Und nichts wird darin hinzugefügt oder gekürzt.“

Derartige Überlieferungen spielten eine wichtige Rolle in den frühen islamischen Diskussionen über die Prädestination. Hudhaifa soll seinen Hadith vorgetragen haben, als der Mekkaner ʿĀmir ibn Wāthila (st. 718 oder später) an der Richtigkeit der von ʿAbdallāh ibn Masʿūd propagierten prädestinatianischen Lehre zweifelte.

## Moderne Interpretationen der Nutfa
Verschiedene moderne muslimische Gelehrte haben sich bemüht, die Lehren aus Koran und Hadith über die Nutfa mit den modernen biologischen Erkenntnissen zu harmonisieren. So hat zum Beispiel der Iraker Ayād Asʿad Ḏunūn aš-Šāwī in einem Buch über die Entwicklung des Menschen die Theorie entwickelt, dass es drei Arten von Nutfa gebe: 1. die männliche Nutfa, die den Spermien entspreche, die in der Samenflüssigkeit enthalten seien; 2. die weibliche Nutfa, die der Eizelle entspreche, die von den Eierstöcken ausgestoßen werde; und 3. die Nutfa als Mischung entsprechend Sure 76:2, die der Zygote entspreche.